# Market Weighton
Market Weighton – miasto w Wielkiej Brytanii, w Anglii, w regionie Yorkshire and the Humber, w hrabstwie East Riding of Yorkshire. W 2001 r. miasto to zamieszkiwało 5 212 osób.